# Shinji Ono
Shinji Ono (Numazu, 27 de setembro de 1979) é um ex-jogador profissional de futebol do Japão.

## Carreira
Ono é considerado por alguns o melhor armador já formado pelo Japão. O craque foi titular do VfL Bochum, da Alemanha, e um dos jogadores da “geração de ouro” do meio-campo japonês.

## Seleção
Com 18 anos, representou a seleção japonesa JFA na Copa do Mundo de 98 e, um ano depois, levou os nipônicos ao vice-campeonato mundial na categoria Sub-20.
Contusões são uma constante em sua carreira, mas a sorte esteve ao seu lado e ele sempre retornou a tempo de participar de competições importantes, como a Copa das Confederações de 2001 e o Mundial de 2002. Entre suas principais características, está a versatilidade: já atuou em quase todas as posições do meio-campo, seja pela esquerda, direita, centro ou como segundo volante.

## Títulos
Japão
- Copa da Ásia: 2000

Feynoord
Copa da UEFA 2001-2002